# Trichorthosia terminatissima
Trichorthosia terminatissima är en fjärilsart som beskrevs av Dyar 1904. Trichorthosia terminatissima ingår i släktet Trichorthosia och familjen nattflyn. Inga underarter finns listade i Catalogue of Life.